# Krimml (gmina)
Krimml – gmina w Austrii, w kraju związkowym Salzburg., w powiecie Zell am See. Liczy 823 mieszkańców (1 stycznia 2015).